# La Vega (província)
La Vega é uma província da República Dominicana. Sua capital é a cidade de La Vega.